# Barbara Woof
Barbara Woof (Sydney (Australië), 1958) is een Australisch-Nederlandse componiste.

## Opleiding
Woof studeerde compositie aan de Universiteit van Sydney bij Peter Sculthorpe. Ze behaalde in 1980 cum laude het diploma Bachelor of Music. Ze kwam in 1981 naar Nederland met een beurs, waarna ze tot 1985 verder studeerde aan het Koninklijk Conservatorium in Den Haag bij Peter Schat en Jan van Vlijmen. Ook studeerde ze elektronische compositie bij Jan Boerman en analoge studiotechniek aan het Instituut voor Sonologie in Utrecht.

## Activiteiten
Vanaf 1988 is Woof docente 20e-eeuwse muziekanalyse, instrumentatie en compositie aan de Faculteit Kunst, Media en Technologie van de Hogeschool voor de Kunsten Utrecht. 
In 1992 was ze composer in residence bij de Australian Broadcasting Corporation, en had ze de opdracht om twee composities voor orkest te schrijven en daarnaast workshops te leiden.

## Composities
Woof heeft voornamelijk in in opdracht gecomponeerd, merendeels voor akoestische instrumenten, voor allerlei bezettingen. 
Een aantal van haar werken zijn:
- Hommage à Odilon Redon (1981), voor orkest (Gaudeamus Muziekweek 1983)
- Maldoror (1983), voor viool (Gaudeamus Muziekweek 1984)
- Star-Streams (1987), voor klavecimbel en slagwerk (Festival Nieuwe Muziek Middelburg 1987)
- Canzone (1989), voor orkest (voor het Nederlands Studenten Orkest tournee 1990)
- Soundings, voor Javaanse gamelan (Nederlandse Muziekdagen 1997)
- Nachtreis (1993), voor kamerorkest (Holland Festival 1993)
- Odile (1994), voor basklarinet en marimba
- Dervish (1995), voor klarinet (Consequenze Festival, Rotterdamse Kunststichting 1995)
- Matador (1996), voor fluit/ piccolo/ altfluit, basklarinet/ altklarinet en piano (voor Het Trio)
- Tárogató-Rag (1998), voor het Rosa ensemble (Nederlandse Muziekdagen 1998).

## Prijzen en onderscheidingen
Woof kreeg de Martim Codax Prize in Vigo (Spanje) voor de elektronische compositie Syzygy.

## Bron en externe link
- Pagina Barbara Woof op de site van Donemus

- International Standard Name Identifier: 0000 0000 4644 293X
- Library of Congress Control Number: no97011714
- MusicBrainz: d4ebc051-1dd9-4cf9-be30-19334930fa56
- Virtual International Authority File: 41441328
- WorldCat: E39PBJbxC33M6xWjhvw6WjF7pP